# واق من التبريد
المادة الواقية من التبريد أو البرودة هي مادة تستخدم لحماية الأنسجة البيولوجية من التلف الناتج عن التجمد (أي التلف الناتج عن تكون الجليد). إن الحشرات والأسماك والبرمائيات في القطب الشمالي والقطب الجنوبي تنتج مواد واقية من التبريد (مركبات مضادة للتجمد وبروتينات مضادة للتجمد) في أجسامها لتقليل التلف الناتج عن التجمد خلال فترات الشتاء الباردة. كما تستخدم المواد الواقية من التجمد للحفاظ على المواد الحية في دراسة علم الأحياء والحفاظ على المنتجات الغذائية.
تخفض هذه المواد درجة انصهار الماء عند ذوبانها فيه وبالتالي تحمي الخلايا. الإيثيلين جليكول، ثنائي ميثيل سلفوكسيد، الجلسرين، إلخ، هي بعض المواد الواقية من التجمد المستخدمة بشكل شائع. تُعرف هذه المواد أحيانًا باسم "مضاد التجمد" عند استخدامها خارج نطاق علم الأحياء البردي.لسنوات عديدة، تم استخدام الجلسرول في علم الأحياء البردي كمادة واقية من التبريد لخلايا الدم وحيوانات المنوية للثيران، مما يسمح بالتخزين في النيتروجين السائل عند درجات حرارة تبلغ حوالي -196 درجة مئوية. ومع ذلك، لا يمكن استخدام الجلسرول لحماية الأعضاء بالكامل من التلف. وبدلاً من ذلك، تبحث العديد من شركات التكنولوجيا الحيوية في تطوير مواد واقية من التبريد أخرى أكثر ملاءمة لمثل هذه الاستخدامات. وقد يؤدي الاكتشاف الناجح في النهاية إلى إمكانية التخزين بالتبريد الكامل (أو "الحفظ") للأعضاء البشرية والغريبة القابلة للزرع. وقد حدثت بالفعل خطوة كبيرة في هذا الاتجاه. قامت شركة Twenty-First Century Medicine بتزجيج كلية أرنب إلى درجة حرارة -135 درجة مئوية باستخدام مزيج التزجيج الخاص بها. وبعد إعادة التسخين، تم زرع الكلية بنجاح في أرنب، مع وظائف كاملة وقابلية للبقاء، وقادرة على دعم الأرنب إلى أجل غير مسمى باعتبارها الكلية الوحيدة العاملة.
إن تركيزات تتراوح بين 5% إلى 15% من المواد الواقية من التبريد تكفي للسماح للخلايا المعزولة بالبقاء على قيد الحياة بعد التجميد والذوبان من درجة حرارة النيتروجين السائل. فهي تعمل بشكل فعال على خفض نقطة انصهار الماء، ومنع الترسيب، والترطيب، وتكوين الأوتوكتات.